# Hedwig a Angry Inch
Hedwig a Angry Inch (v originále Hedwig and the Angry Inch) je americký hraný film z roku 2001, který režíroval John Cameron Mitchell podle stejnojmenného muzikálu z roku 1998. Snímek měl světovou premiéru 19. ledna 1994 na Sundance Film Festivalu.

## Děj
Film vypráví životní příběh Hedvigy, která cestuje Amerikou jako rock and roll drag queen, aby dopadla svého ex-milence, který kopíruje její skladby. Původně se narodila jako Hansel ve východním Berlíně. Proměna Hansela v Hedvigu je popsána na základě několika bizarních událostí a také skutečnosti, že se něco pokazilo při změně pohlaví, kdy má Hedvig místo pohlavního orgánu „rozzlobený palec“ (Angry Inch).

## Obsazení
| John Cameron Mitchell | Hedwig Robinson / Hansel         |
| Michael Pitt          | Tommy Gnosis                     |
| Miriam Shor           | Yitzhak                          |
| Stephen Trask         | Skszp                            |
| Theodore Liscinski    | Jacek                            |
| Rob Campbell          | Krzysztof                        |
| Michael Aronov        | Schlatko                         |
| Andrea Martin         | Phyllis Stein                    |
| Ben Mayer-Goodman     | Hansel (v šesti letech)          |
| Alberta Watson        | Hanselova matka / Hedwig Schmitt |

## Ocenění
- National Board of Review – nominace na Bronze Horse
- Stockholm International Film Festival – zvláštní uznání
- Gotham Awards – Open Palm Award
- Berlinale – Teddy Award za nejlepší celovečerní film
- Sundance Film Festival – cena publika a cena za režii, nominace na velkou cenu poroty
- Los Angeles Film Critics Association – Ocenění pro novou generaci (John Cameron Mitchell) a nominace v kategorii nejlepší skladatel (Stephen Trask)
- Mediální cena GLAAD – vítěz v kategorii Outstanding Film – Limited Release
- Independent Spirit Awards – nominace v 5 kategoriích
- Satellite Award – nominace v 6 kategoriích
- Zlatý glóbus – nominace v kategorii nejlepší herec v hlavní roli (John Cameron Mitchell)
- Online Film Critics Society Awards – nominace v kategoriích průlomový režisér a průlomový herec (John Cameron Mitchell)